# 남아프리카 공화국 랜드
랜드 또는 란드(rand, 기호: R; ISO 4217 부호: ZAR)는 남아프리카 공화국의 통화이다. 랜드는 기호가 "R" 이고 1 랜드는 100센트로 나뉘고, 센트는 기호 "c"를 가지고 있다. ISO 4217 코드는 ZAR 인데, 네덜란드어로 Zuid-Afrikaanse rand에서 유래하였다.

## 어원
랜드의 명칭은 요하네스버그에 있는 분수에 위치한 남아프리카 공화국 중에서 금맥이 가장 많이 발견되는 비트바테르스란트 (Witwatersrand, "흰 물의 분수령"이라는 뜻)에서 따왔다.  랜드는 공통 화폐 지역인 남아프리카 공화국, 나미비아, 에스와티니, 레소토의 통화로 사용된다.

## 역사
남아프리카 공화국 랜드는 1961년 남아프리카 공화국의 설립으로 도입되었다. 랜드화는 법정통화였던 남아프리카 공화국 파운드를 2 랜드 = 1 파운드 또는 10실링당 1 랜드의 비율로 대체된 통화이다.

### 환율의 간략한 역사

#### 1961년–2000년
랜드는 1961년 시작부터, 아파르트헤이트로 인한 랜드의 평가 절하를 시작하기 위해 국가를 상대로 정치적인 압박을 가하던 1982년까지 미국 달러보다 가치가 높았다. 이 통화는 1982년 3월에 처음으로 달러의 평형가(패리티) 이상으로 무너졌으며, 화폐 절하에 힘입은 1984년 6월까지 달러를 상대로 R 1–R 1.30 사이의 거래를 지속하였다. 1985년 2월, 랜드화는 1 달러당 2 랜드에 거래되었고 그 해 7월, 평가 절하를 멈추기 위해 외환 거래는 3일 동안 일시 중지되었다.
남아프리카 대통령 피터 보타가 1985년 8월 15일에 루비콘강 연설을 시작할 때까지, 1 달러에 2.40 랜드로 약화되었다. 이러던 통화가 1986년에서 1988년 동안 어느 정도 회복되었다. 그동안 대부분 R 2 수준 가까이에 거래되었으며 이따금씩 2 랜드 수준 아래로 떨어지기도 했다. 그러나 경기회복은 단명에 끝났고, 1989년말, 랜드는 1 미국 달러 당 2.50 랜드 이상에 거래되었다.
1990년대 초반 들어 국가가 다수 흑인법을 실행할 예정이었고 다른 사람이 발표한 뒤에 한 사람이 개혁을 단행하는 것이 확실시되자, 그 국가의 미래에 대한 불확실성이 1992년 11월에 달러 대 3 랜드 수준까지 평가 절하를 촉진하였다. 그 뒤로 지역, 국제적 행사 대다수가 이 통화에 영향을 미쳤다. 가장 눈에 띄는 것은 1994년의 남아프리카 대중 선거로, 달러 대 3.60 랜드 이상으로 약화된 것을 볼 수 있다. 그 밖에도, 남아프리카 준비 은행의 새 장관인 티토 음보웨니의 선거를 들 수 있고 또, 1999년 타보 음베키 대통령의 취임식 때 달러 대 6 랜드 이상으로 가파르게 변화되었다. 9·11 테러에 이어 짐바브웨에서 시작한 논란이 일던 토지 개혁 프로그램은 2001년 12월에 사상 가장 약한 수준의 달러 대 13.84 랜드로 몰아놓았다.

#### 2001년–2011년
2001년의 급격한 가치 절하로 인해 공식적인 조사가 시작되었으며, 이로써 경기가 극적으로 회복되었다. 2002년 말에 이 통화는 또다시 달러를 상대로 R 9에 거래되었으며 2004년 말까지 달러를 상대로 R 5.70으로 거래되었다. 이 통화는 2005년에 어느 정도 완화되었으며 그 해 말에 달러를 상대로 R 6.35 정도에 거래되었다. 그러나 2006년 1월 19일에 이 통화는 달러를 상대로 R 6에 거래되었다. 그러나 2006년 2~3 분기 (4월에서 11월) 동안 랜드의 가치는 상당히 약화되었다. 다시 말해, 9.5p 주변에서 7p 이상으로 떨어졌으며 6개월 만에 국제 무역액 가치의 25% 정도를 잃었다. 2007년 말에, 랜드는 8p 이상으로 어느 정도 상승하였고, 2008년 1분기 동안에는 단지 가파른 하락이 있었다. 지금 쓰고 있는 시점에서 (2008년 4월 1일) 랜드는 약 6p를 조금 웃도는 수준이다.
이러한 가파른 하락은 어떠한 범위의 요인들로 비롯되었을 가능성이 크다. 남아프리카의 악화되는 현재의 거래 적자(2007년 GDP의 36년 만의 7.3%의 고성장), 5년 만에 9% 바로 아래에 위치한 높은 인플레이션, 투자자의 서브프라임 위기의 성장에 따른 충격 확대의 우려와 같이 단계적으로 확대되는 국제적 위험의 회피, 새롭게 부상하는 시장에서 감지되는 위기로부터 벗어나기 위해 안전한 투자처를 찾는 경향 등이다.
국가의 빠르게 증가하는 에너지 수요를 맞출 수 없게 된 공공사업을 주도한 에스콤 전기의 위기가 발생하여 이 때문에 랜드화의 가치 하락은 더욱 악화되었다. 특히, 주요 광산이 폐업하였고, 에스콤이 경고한 주요 새로운 산업 프로젝트가 생산중인–적어도 5년간 만들어야 하는– 것을 가져올 수 있는 추가적인 전력 발전기 용적이 있을 때까지 가동이 중지되었다. 이것은 남아프리카의 광업 산업에 있어서의 생산 및 수출에 중요한 영향을 끼칠 수 있다. 따라서 이미 꺼림칙한 현재의 거래 적자를 악화시킬 수 있다. 이것은 특히 생활 필수품이 높은 가격을 형성할 수 있는 상황이 발생할 수 있다는 점에서 안좋은 일이다.

## 동전
1961년, 동전은 1⁄2, 1, 2+1⁄2, 5, 10, 20, 50 센트의 종류로 도입되었다. 1965년, 2센트 동전은 2½ 센트 동전을 대체했다. ½ 센트 동전은 1973년에 마지막으로 주조되었다. 2 랜드 동전은 1989년에 도입되었고 5 랜드 동전은 1994년에 도입되었다. 1, 2센트 동전은 2002년 4월에 주조가 중단되었는데, 처음으로 인플레이션이 랜드화를 평가 절하되게 만들었기 때문이다. 모든 가격은 현재, 5 센트에 가깝게 반올림하고 있다.
위조를 막기 위해, 새 5 랜드 동전은 새로운 지폐가 2005년 2월에 발행된 것과 마찬가지로 2004년 8월에 풀어놓았다. 위조 방지 장치는 바이메탈 주화 디자인이 포함된 동전에 도입되었다. (€1과 €2 동전, 영국 £2 동전 그리고 캐나다 $2 동전과 비슷하다.) 이 디자인은 특히 가장자리와 극소 인쇄에 따른 톱니 모양의 보안 홈을 가졌다. 새 지폐 또한 많은 새 위조 방지 기능이 있다.

## 지폐
최초의 랜드 지폐는 1, 2, 10, 20 랜드 단위로 1961년에 도입되었으며, 이전의 파운드 지폐와 색과 디자인이 비슷하다. 케이프타운의 초대 네덜란드 동인도 회사의 관리자인 얀 반 리베이크의 사진이 포함되어 있다. 마지막 파운드 지폐와 같이, 두 가지 종류로 출시되었으며, 먼저 하나는 영어로, 나머지 하나는 아프리칸스어 (아프리카의 공용 네덜란드어)로 기록하였다. 이러한 행위는 첫 5 랜드 지폐를 포함했던 1966년 시리즈에도 계속되었으나 20 랜드 단위에는 포함되지 않았다.
1978년 시리즈는 1984년에 도입된 20, 50 랜드에 더불어 2, 5, 10 랜드 단위로 시작하였다. 이 시리즈는 설계상 커다란 변화를 겪었다. 그뿐 아니라, 이 시리즈는 지폐의 각 단위에 한 가지 변화만 주었다. 아프리칸스어는 2, 10, 50 랜드에 사용된 최초의 언어였던 반면, 영어는 5, 20 랜드에 사용되었던 최초의 언어였다. 이 모든 지폐는 얀 반 리베이크의 사진을 지니고 있었다.
1990년대에, 이 지폐들은 빅 파이브의 야생 짐승의 그림으로 다시 설계되었다. 2, 5 랜드 동전이 지폐를 대체하면서, 100, 200 랜드를 위한 지폐들이 1994년에 도입되었다.
2005년 시리즈 또한 같은 원칙으로 설계되었지만 50 랜드 이상과 유리온 별자리에는 색 이동 잉크와 같은 보안 기능이 따로 추가되었다. 모든 단위의 앞면은 영어로 인쇄된 반면, 두 개의 다른 언어는 뒷면에 인쇄되었다. 이로써 11개의 공식적인 남아프리카의 언어를 이용하게 되었다.

## 같이 보기
- 비트바테르스란트
- 크루거랜드